# Horst Wessel
Horst Ludwig Georg Erich Wessel (1907. október 9. – 1930. február 23.) német nemzetiszocialista aktivista és a párt félkatonai szervezetének, a Sturmabteilungnak a tagja, a kommunisták általi 1930-as brutális meggyilkolása után a mozgalom vértanúja. Az általa egy tengerészdal dallamára írt „Die Fahne hoch” (magyarul: „Magasra a zászlót”; ismertebb nevén Horst-Wessel-Lied) harci induló halála után a párt himnuszává vált, majd az 1933-as nemzetiszocialista hatalomátvétel után a Harmadik Birodalom is de facto ebben a szerepben alkalmazta, második himnuszként a Deutschlandlied mellett.
A jómódú családból származó Wessel, miután több jobboldali félkatonai szervezetnek is tagja volt, 1926 decemberében az NSDAP-be lépett be és hamar a berlini SA egyik ismert tagja lett. Előbb a Sturm 2 rohamosztag-egység tagja volt, majd 1929 május 1-jétől a Trupp 34-nek, a Berlinen belül is kommunista fellegvárnak számító Friedrichshain kerület kicsiny egységének élére nevezték ki. Ezután a jogi egyetemet is otthagyta, hogy minden erejével az SA-ban folytatott tevékenységére koncentrálhasson. A kerületben egy szobát bérelt magának és fizikai munkát vállalt, hogy embereiéhez hasonló körülmények között éljen. Irányításával az új egysége gyors növekedésnek indult és hamarosan Sturm 5 néven teljesértékű SA-alakulattá lett, ami hírhedtté vált a rivális félkatonai szervezetek és a rendőrség számára egyaránt. Kiváló szónoki tehetségének és egysége agresszív akcióinak köszönhetően számos új tagot tudott toborozni. A kezdetben még csak mintegy 30 fős csoportot néhány hónap alatt 250 fősre bővítette, az új belépők egy jelentős részét a kommunista párt félkatonai szervezetéből, a Vörös Frontharcos Szövetség soraiból tudta átcsábítani. Sikereihez nagyban hozzájárult, hogy az SA tiltásával szemben a kommunistákéhoz hasonló szervezeti felépítést honosított meg a területén és az övükéhez hasonló fúvós zenekart állított fel az őt pártfogásába vevő berlini Gauleiter, Joseph Goebbels külön engedélyével.
1930. január 14-én este kommunisták egy csoportja kereste fel lakásán és egyikük, egy sokszorosan büntetett előéletű párttag pisztolyával arcon lőtte. Wessel negyven napnyi szenvedés után 1930. február 23-án hunyt el a friedrichshaini kórházban a sebesülés okozta vérmérgezés következtében.

## Élete

### Származása

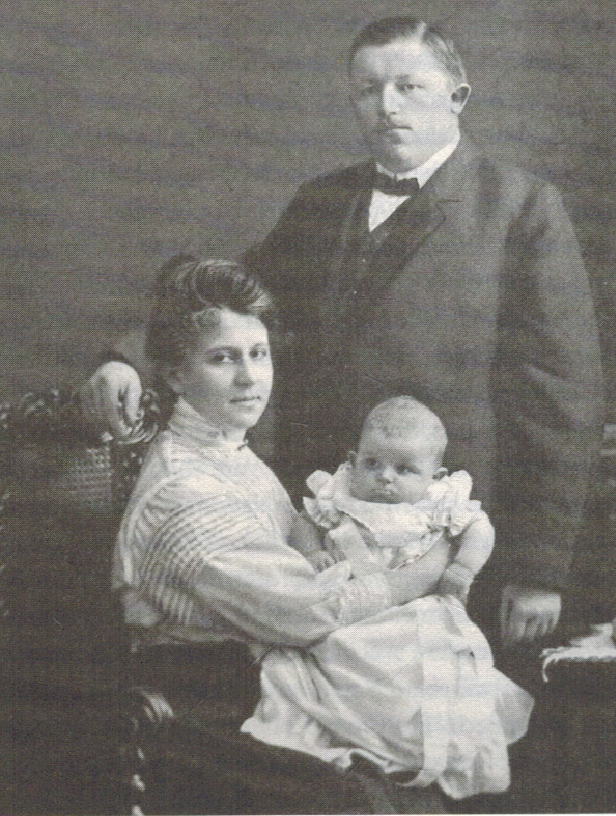
A csecsemő Horst Wessel a szüleivel (1907)

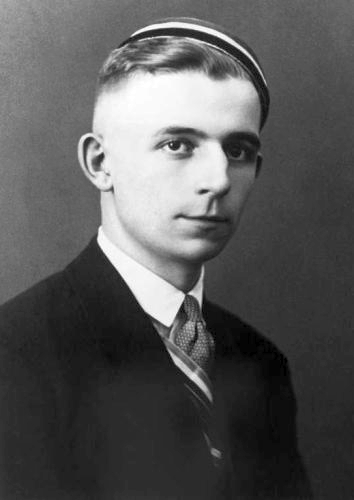
Wessel a Corps Normannia Berlin tagjaként, 1929 előtt

Horst Wessel Bielefeldben született Ludwig Wessel (1879–1922) evangélikus lelkész és Margarete Luise Berta Richter (1881–1970) első gyermekeként, akik 1906. május 1-én házasodtak össze. Apja 1906 és 1908 között a bielefeldi Paulskirche templomban, ezt követően Mülheim an der Ruhrban szolgált, 1913-tól pedig a történelmi jelentőséggel bíró berlini Nikolaikirche lelkésze volt. Berlinbe költözve a Nikolaikirche melletti Judenstraßén laktak, a város középkor óta zsidók lakta részén. Apja a háború kitörésekor önkéntesen tábori lelkésznek jelentkezett és előbb Belgiumban, majd a keleti fronton teljesített szolgálatot Kovnónál, ahol 1916-ban személyesen is találkozott Hindenburg tábornaggyal, akivel ezután baráti kapcsolatot ápolt és akinek káplánja lett. A szülők az 1918 novemberi forradalom után is mindvégig császárhű gondolkodásúak maradtak. Horstnak két fiatalabb testvére volt: húga Ingeborg Paula Margarethe Wessel (1909–1993), és öccse Werner Wessel (1910–1929).

### Iskolái és első jobboldali szervezetei

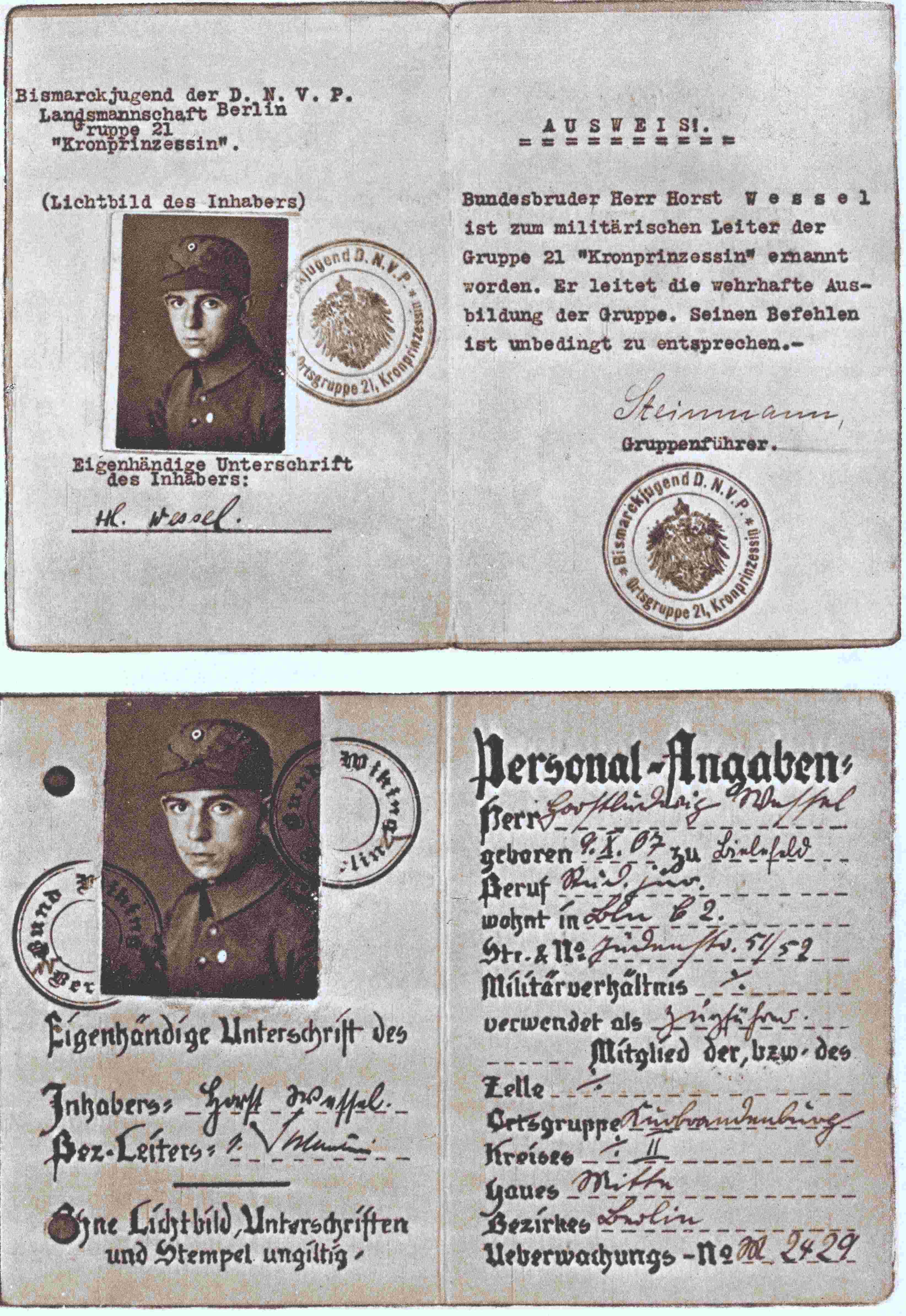
A Bismarckjugend és Wikingbund tagsági könyvei

Wessel Berlinben négy különböző középiskolába járt: 1914 és 1922 között a Köllnisches Gymnasium tanulója volt a 10. osztályig, majd rövid ideig volt a Königstädtisches Gymnasium és az evangélikus  Gymnasium zum Grauen Kloster tanulója. Középiskolai tanulmányainak utolsó két és fél évét a szintén berlini Luisenstädtisches Gymnasiumban töltötte és 1926-ban itt érettségizett le.
1922 és 1925 között a Bismarckjugendnek, a jobboldali konzervatív Német Nemzeti Néppárt (DNVP) ifjúsági szervezetének tagja volt. Ez számított ekkor a legbefolyásosabb jobboldali pártnak. Leírása szerint a szervezetről Walther Rathenau külügyminiszter meggyilkolása után hallott először és keltette fel az érdeklődését. A merénylet után ugyanis számos diákot arra köteleztek, hogy mutassa be annak a szervezetnek a szabályzatát, melynek tagja, ezt követően pedig az iskolaigazgató döntötte el, maradhat-e az adott szervezet tagja, vagy sem. Az osztályában többen a Bismarckjugend tagjai voltak már ekkor és az ő hívásukra lépett be. Wessel a Bismarckjugendben egy olyan közösséghez tartozott, mely Rollkommando Friedrichshain névvel – Horst leírása szerint a szervezetüket zargató – kommunista és szociáldemokrata fiatalokra „vadászott”. Wessel hamarosan látogatni kezdte a kisemberek kocsmáit és közösségi szállásokon aludt, megalapította a saját ifjúsági csoportját Knappschaft néven, melynek a célja „fiaink igazi német férfivá nevelése” volt.
1924 tavaszán a Schwarze Reichswehr többhetes kiképzőtanfolyamán vett részt és ezt követően két félkatonai szervezetnek lett a tagja: az ismert Freikorps-vezető Hermann Ehrhardt alapította Bund Wikingnek (gyakran: Wikingbund), majd az Olympia Sportvereinnek (teljes nevén: Deutscher Verein für Leibesübungen Olympia). A Wikingbund megfogalmazott célja volt „Németország felélesztése nemzeti és etnikai alapon, tagjainak spirituális oktatása révén”. Wessel visszaemlékezésében erről a szervezetről azt jegyezte fel, hogy annak „végső célja (…) egy nemzeti diktatúra létrehozása” volt. Hamarosan az egyik helyi vezetője lett a szervezetnek és az SPD (Német Szociáldemokrata Párt) és a KPD (Németország Kommunista Pártja) rivális szervezeteivel folytatott utcai harcokban vett részt. A másik egyesület, az Olympia Sportverein egy erős félkatonai szervezet volt, mely a betiltott Reinhard-ezred utódaként jött létre.
A jó tanulónak számító Wessel 1926-ban felvételt nyert a Frigyes Vilmos Egyetem (a mai Humboldt Egyetem) jogi karára és négy szemeszteren át jogot hallgatott. 1928-ban tagja lett a Normannia Berlin és az Alemannia Wien diákszervezeteknek. 1929 tavaszán azonban felhagyott egyetemi tanulmányaival, ehelyett taxisofőrként és a metróépítésen fizikai munkásként dolgozott (lapátolt). Az egyetemi tanulmányainak felfüggesztésében szerepe volt az igazságszolgáltatásba vetett hitének megrendülésében, többek között a Barmat-Kutisker-botrányok évekig tartó elhúzódása példáján. Bátyja ekkori szavaira nővére így emlékezett vissza:
„Hónapokon és éveken át próbálták (…) ezekre a keleti-zsidó bűnöző Kutiskerre és Barmatra rábizonyítani, hogy számlálatlan milliókkal károsították meg az államot. Nekem nem kell ahhoz jogtudományt tanulnom, hogy rájöjjek, ezek az egyének csalók-e vagy sem.”

### Az NSDAP és az SA tagjaként

#### ASturm 2kötelékében

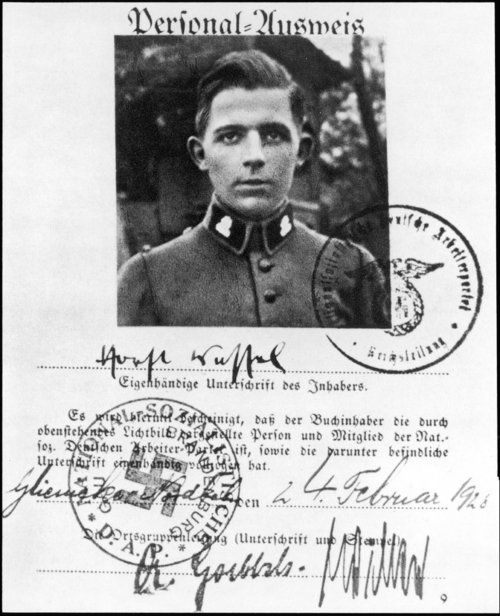
Wessel NSDAP-tagsági könyve

A Wikingbund és az Olympia Sportverein be lett tiltva Poroszországban 1926 májusában, miután kiderült, hogy puccsot terveznek a kormányzat ellen. A tiltást az év októberében visszavonták a szervezetekre, de a tagságuk nagy része a nyár folyamán más jobboldali félkatonai szervezetekhez, a Stahlhelmhez vagy az SA-hoz csatlakozott. Felismerve, hogy a Wikingbund nem fogja tudni elérni a kitűzött célját és abba az irányba mozdult el, hogy elismerje a parlamentáris politikai rendszert, 1926. november 23-án, 19 évesen Wessel is kilépett a szervezetből. Két héttel később, december 7-én csatlakozott Adolf Hitler Nemzetiszocialista Német Munkáspártjához (NSDAP; „náci párt”) és annak félkatonai szervezetéhez, a Sturmabteilunghoz (röviden: SA). Később úgy emlékezett vissza, hogy eddigre már a Wikingbund-beli társainak kétharmada csatlakozott az SA-hoz és az NSDAP-hez. AZ NSDAP-ben a tagsági száma 48434 volt. Első alakulata a Sturm 2 lett, mely a Prenzlauer Berg kerület egysége volt.
Wessel számára az NSDAP-t Joseph Goebbels személye tette vonzóvá, aki a párt újonnan kinevezett berlini Gauleitere (regionális vezetője) volt. Róla így írt naplójában: 
„Egyedül Dr. Göbbelsnek (sic!) köszönhető, hogy a mozgalom ilyen gyorsan ismert lett a berlini nyilvánosság számára. Egyedülálló, amit ez a férfi szónoklás és szervezői tehetség terén felmutatott. Nem volt olyan, amit ne tudott volna elintézni. A párttagok nagy odaadással viseltek iránta. Az SA darabokra vágatta volna magát érte. Goebbels – olyan volt, mint maga Hitler. Goebbels – a 'mi Goebbelsünk' volt, aki miatt némelyik Gau irigyelt is minket.”
Wessel két naplót írt, egyikben a politikai életének történéseit jegyezte fel, a másikban ezeken kívüli dolgokat. Ezeket a kézírásos naplókat 2008-ban találták meg a Krakkói Jagelló Egyetem könyvtárában, ahova az angolszász bombázások idején menekítették ki Berlinből. Wessel a politikai tárgyú naplójában (Πολιτικά) így jellemezte a korábbi szervezeteket, melyeknek tagja volt, és így írta le az NSDAP-be való belépésének okait:
„A Bismarckjugend, öröm volt és élvezet, a Wikingbund kaland volt, a puccs atmoszférája, katonásdit játszva, jóllehet nem minden veszély nélküli háttérrel. De az NSDAP maga volt a politikai tudatra ébredés. … A mozgalom centrifugális ereje óriási volt. … Az egyik gyűlés a másikat érte. … Az utcai demonstrációk, toborzási hirdetések az újságokban, vidéki propaganda utak az aktivitás atmoszféráját és nagy politikai feszültséget keltettek, ami csak segíthetett a mozgalomnak.”
Ezt az atmoszférát Goebbels keltette, ami a jobboldali érzelmű fiatalságot rá tudta venni arra, hogy elhagyják azokat a szervezeteket, melyek nem elégítették ki az elvárásaikat és helyettük az NSDAP kínálta, jól kivehető aktivitás izgalmát választották. A párt megítéléséről és saját belépésének okairól Wessel a következőket jegyezte fel:
„A jobboldali pártok nemzeti bolsevikoknak vagy nemzeti marxistáknak neveztek minket a szocialista jelzőnk miatt. Igazuk volt, mivel a nemzetiszocialisták általában nagyobb szimpátiával viseltek a Vörös Frontharcos Szövetség iránt, mint a Stahlhelm iránt. (…) A vörös táborban épp olyan sok – talán még több fanatikus idealista állt készen a mártíromságra, mint a túloldalon. Ehhez járult még a teljes munkásosztály zaklatásának és hihetetlen csalódásának a sokkoló felismerése. Így lettem én szocialista.”
Wessel egyik naplójában sem tesz említést az utcai harcokban való személyes részvételéről, folyamatosan többes szám első személyben fogalmaz. Egyes feltételezések szerint ennek az lehetett az oka, hogy az egyik karja deformálódott, miután iskolás korában elszenvedett lovasbalesetben több helyen is eltört és ezért állandó felmentést is kapott a testnevelésoktatás alól. Ennek ellenére bokszolt és a Wikingbundban töltött ideje alatt harcművészetekkel ismerkedett. Egy újságcikkben megemlítette, hogy elsajátította a dzsúdzsucut (jiu-jitsu), egy főként defenzív harcművészetet, amire szüksége lehet a kisebb fizikai erejének kompenzálására. A társai számára a dzsúdzsucu edzéseket ő maga tartotta, miután elvégzett egy kurzust a harcművészet német bajnokánál, Erich Rahnnál. A fizikai adottságai megakadályozhatták abban, hogy az utcai harcokban az ideológiájának megfelelően teljes mellbedobással részt vegyen és talán ezért inkább a retorikai képességeit fejlesztette.
Horst 1926-ban kiköltözött a Judenstraßén lévő otthonukból, mivel szakítani akart a nagypolgári életmóddal és ehelyett inkább Berlin proletár rétegei közé akart vegyülni. Néhány évig Wessel kettős életet élt. Egyszerre volt egy középosztálybeli joghallgató és a főként munkásosztálybeliekből álló NSDAP tagja, de e két út bizonyos értelemben ideológiailag összefonódott. Az egyetemen csatlakozott egy kardvívó egyesülethez, mely a „fizikai és morális erőnlét megacélozását” szolgálta a személyes küzdelem által, míg egy „jó kis utcai harcban” mindig érdekelt SA-ban elmerült a kor szélsőjobboldali félkatonai kultúráira jellemző antiszemita környezetben.
A jogtudományi tanulmányaira azon meggyőződésén keresztül tekintett, hogy a jog alkalmazása legfőképp az erő eszköze. Saját meggyőződésére, amit már ekkor jellemzett a zsidóellenesség, nagy hatással volt Pjotr Nyikolajevics Krasznov kozák tábornok „A kétfejű sastól a vörös zászlóig” című műve, amit 1922-ben adtak ki Németországban. Az antiszemita Krasznov tényként fogadta el a Cion bölcseinek jegyzőkönyvei című művet (koholmányt), amit azzal a céllal hoztak létre, hogy feltárják a „nemzetközi zsidóság” világuralomra szőtt terveit. Wessel húga szerint Krasznov könyve hatalmas hatással volt a bátyjára.
1927 augusztusában Wessel egy ötven fős SA-csoport tagjaként utazott a nürnbergi pártnapokra, amit így írt le: „Zászlók, lelkesedés, Hitler, egész Nürnberg a barna hadsereg táborává lett. Hatalmas benyomást keltett.” A Berlinből érkezett SA-egységek összesen 400 főt tettek ki és Goebbels vezette őket. Ekkoriban az SA be volt tiltva Berlinben, így amikor visszatértek a fővárosba letartóztatták őket.
Wessel, aki nagyban különbözött az SA közép és felső szintű – gyakran iszákos és korrupt – vezetőitől hamarosan felkeltette Goebbels figyelmét és 1928 januárjában – mikor a berlini hatóságok az utcai politikai erőszak mérséklése érdekében (ismét?) betiltották az SA-t – a Gauleiter hat hónapra Bécsbe küldte az ottani Nemzetiszocialista Ifjúsági Csoport valamint az osztrák Nemzetiszocialista Párt szervezeti felépítésének és taktikai eljárásainak tanulmányozására. Bécsből 1928 júliusában tért vissza Berlinbe ahol fiatalok toborzásába kezdett és segített végrehajtani a berlini NSDAP átszervezését egy cella(sejt)-felépítésűvé, hasonlóan a KPD-nél alkalmazott szerveződéshez. Wessel annak ellenére tett így, hogy az SA szabályzata tiltotta az NSDAP-nek való munkavégzést.

#### ASturm 5vezetőjeként

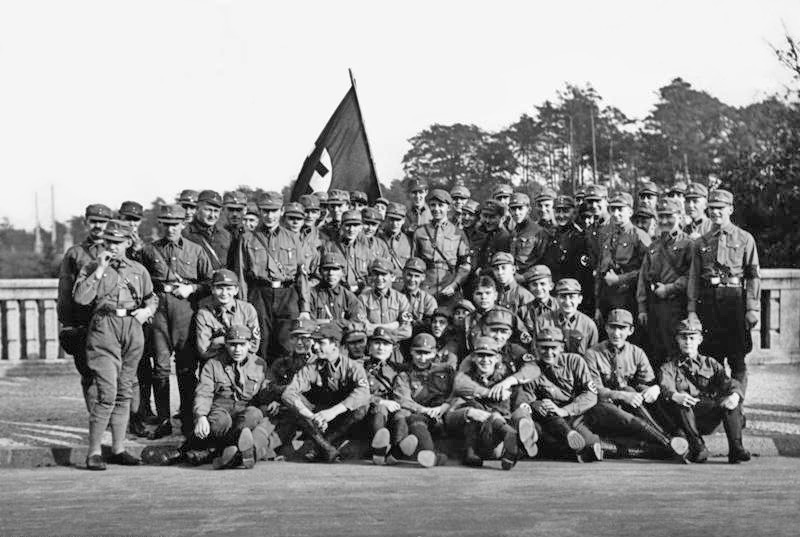
Wessel (középen állva, lapos sapkával) a 34. SA-Sturm társaságában (Berlin, 1929)

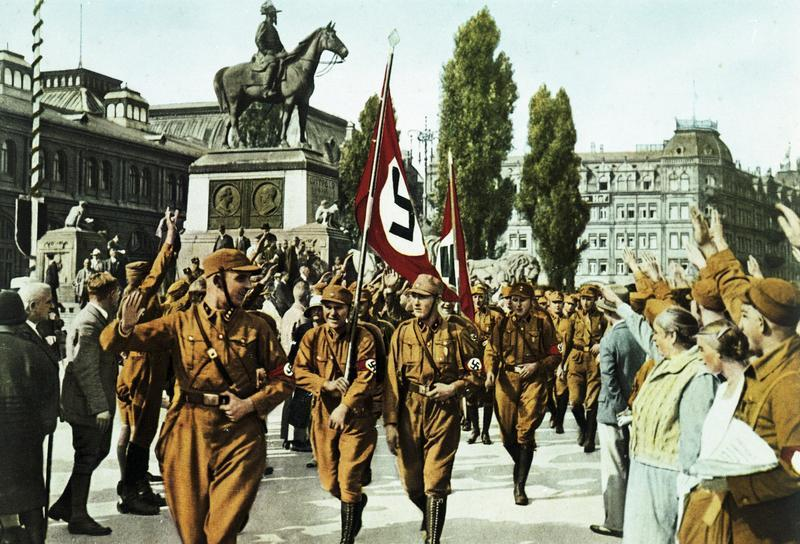
Wessel az SA-csapata élén (Nürnberg, 1929)

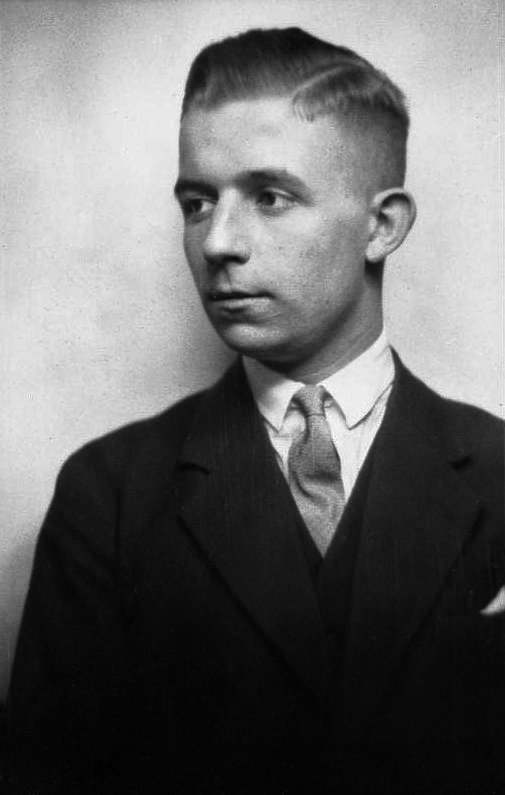
Wessel 1929-ben

1929 május 1-én a lakóhelyéül szolgáló Friedrichshain kerület SA-Trupp 34 jelű kicsiny egységének élére nevezték ki, ami az erős toborzásának következtében hamar jelentős tagságra tett szert, és ezután az alakulat az SA-Sturm 5 nevet kapta, ő pedig Sturmführer (rohamvezető) lett. 1929 októberében Wessel otthagyta az egyetemet, hogy teljes mértékben a mozgalomnak szentelhesse magát. Az alakulat kezdeti 30 fős létszámát 250 főre duzzasztotta. Volt olyan hónap, hogy 70 fő csatlakozott hozzá, több mint a felük a Vörös Frontharcos Szövetségtől állt át Wessel hívására. A Sturm 5 egyik tagja így írta le, miként küzdöttek a kommunisták ellen:
„Horst magáévá tette Adolf Hitler elveit: a terrort csak ellenterrorral lehet elpusztítani … A KPD találkozóhelyeit gyakran csak egy maréknyi lojális támogató látogatta, és az álláspontunk teljesen világossá lett téve a hely tulajdonosa és a jelenlévők számára. Berlin keleti felén Horst Wessel utat tört, melyen a barna áradat szűnni nem akaróan bezúdult és centiméterről centiméterre meghódította a területet.”
A Sturm 5 kimondottan „brutális verőcsapatnak” számított, azonban – kezdetben még csak 30 taggal rendelkezve – a kerület utcáinak többségébe nem merészkedett be. Wessel többször feltűnést keltett azzal, hogy SA-egyenruhában – civilruhás SA-tagok kíséretében – járta be a fő utcákat kerékpárral. Az egységének provokatív felvonulásai rendőri kíséretet kaptak. Támogatójától, Joseph Goebbelstől kivételes engedélyt kapott, hogy egy fúvószenekart (Schalmeienkapelle) állítson fel, habár ez addig tisztán kommunista tradíciónak számított. A zenekarának feltűnése először némi zavart keltett, mivel sokan kommunistáknak hitték őket és sokan voltak a zenészeik között olyanok, akik nem sokkal előtte még a KPD-nek zenéltek.
Wessel több dalt is írt az SA számára. Egyik költeménye, a március folyamán papírra vetett „Die Fahne hoch, die Reihen dicht!“ (később módosítva: fest geschlossen) 1929 őszén jelent meg a Der Angriff című nemzetiszocialista lapban, és halála után Horst-Wessel-Lied néven vált ismertté. Wessel annak a népzenei eredetű, 1915-ből származó tengerészdalnak, a Königsberg-Liednek a dallamára írta, amit a Freikorps és a Wikingbund soraiban is énekeltek és minden bizonnyal innen ismerte.
Wessel dalairól egyesek úgy tartják, hogy szándékosan a kommunista félkatonai szervezet, a Vörös Frontharcos Szövetség dalaihoz hasonlóra írta őket és a „Die Fahne hoch” indulónak is a zenéjét egy kommunista énekkönyvből vette volna át, hogy ezzel is kiprovokálja a csapata elleni támadást és fenntartsa az emberei morálját.
Goebbels felismerte Wesselben a hatásos szónokot, aki 1929 első 11 hónapjában az NSDAP nem kevesebb mint 56 különböző rendezvényén tartott beszédet.
1929–30-ra az NSDAP és a többi szélsőjobboldali csoportosulás utcai harcai a Kommunista Párt és egyéb baloldali pártok ellen valóságos polgárháborúvá vált, amit a porosz rendőrségnek már nem volt ereje kontrollálni. Wessel naplójában említést tesz egy Cottbusban megtartott rendezvényről, melynek során hat rendőrt is „kórházérettre” (krankenhausreif) vertek. A fizikai erőszakot szorgalmazta Goebbels is, aki Hitlertől azt a nehéz feladatot kapta, hogy szervezze újjá az NSDAP jelenlétét a „vörös Berlinben”, a szociáldemokraták és kommunisták felé húzó városban, mely a párt müncheni székhelyének szoros ellenőrzése alá kellett kerüljön, nem pedig a párt északi szárnyát kontrolláló, szocialista elhajlást mutató Strasser-testvéreké alá. Goebbels erőszakos megközelítését Wessel is támogatta, hivatalos megerősítésének tekintve mindannak, amit a Bismarckjugend és a Wikingbund tagjaként megtapasztalt.
Wessel jól ismert alakká vált a kommunisták körében miután – Goebbels utasítására – SA-egységével többször behatolt Berlin Fischerkiez nevű, kimondottan szegény körzetébe, ahol a kommunisták alvilági alakokkal vegyültek el. Ezen agitációk nagy része csak kisebb perlekedés-civódás volt, de az egyikre a helyi KPD főhadiszállásának számító kocsma (Hoppe söröző) előtt került sor. A verekedésben öt kommunista sérült meg, négyük súlyosan. A kommunisták lapja azzal vádolta a rendőrséget, hogy emberei szökni hagyták a rohamosztagosokat, miközben a sérült kommunistákat letartóztatták. Ezzel szemben a nemzetiszocialisták lapja azt állította, hogy Wessel beszédet próbált tartani, mikor kétes alakok bukkantak fel és verekedni kezdtek. Ezután a KPD halálra ítélte Wesselt, amit utcai plakátokon tettek közhírré, feltüntetve rajta a lakcímét. A kommunisták napilapja, a Rote Fahne az „Üssétek a fasisztákat, bárhol is találtok rájuk!” új szlogent fogalmazta meg a harcosai számára. Az utcákon plakátokat helyeztek el egy rajzzal, amin Wesselt igyekeztek ábrázolni karikatúraszerűan, pisztollyal és gumibottal a kezében, amint két földön fekvő alak mellett lép el. A rajzhoz a következő szöveget fűzték: „Meddig tart még? Vörös munkások, jegyezzétek meg ezt az arcot! Horst Wessel, rohamvezető – munkásgyilkos”. Ez alatt a címét is megadták: „Kleine Frankfurter Straße Nr. 62” – ami téves volt, mert a bérelt lakása a Große Frankfurter Straße 62-n volt.

### Erna Jaenichen
Wessel 1929 szeptemberében ismerkedett meg barátnőjével az Alexanderplatz közelében. Egyes források szerint erre egy kocsmában, míg más források szerint erre sajátságos körülmények között került sor: még augusztusban a nürnbergi pártnapról visszaérkezve Wessel az Alexanderplatzon lévő Café Mexico előtt elhaladva szemtanúja volt, ahogy egy fiatal nőt bántalmaznak, mire Wessel elkergette a támadót, aki a prostituáltként tevékenykedő lány egyik „kliense” volt. Wessel beleszeretett a megsegített nőbe, a nála két évvel idősebb Matilda Elisabeth „Erna” Jaenichenbe, aki a Halle melletti Wörmlitzből származott és eredeti szakmáját tekintve varrónő volt. Berlinbe munkalehetőség reményében érkezett, de annak hiányában közösségi szállások lakójaként hamar lecsúszott és prostituáltnak állt. Wessel magához hívta a Große Frankfurter Straße 62 harmadik emeletén lévő albérletébe, ahol november 1. után együtt laktak.
Wessel ezt a szobát egy 29 éves özvegyasszonytól, Elisabeth Salmtól bérelte 1929 októberétől és egy összegben letett 200 márkát, amivel előre kifizette a bérletet egészen a jövő év nyaráig. Salm ezt követően a Rajna-vidékre távozott. Az özvegy elhunyt férje a Kommunista Frontharcos Szövetség aktív tagja volt, de az asszony később (a gyilkossági per során) apolitikusként jellemezte magát.

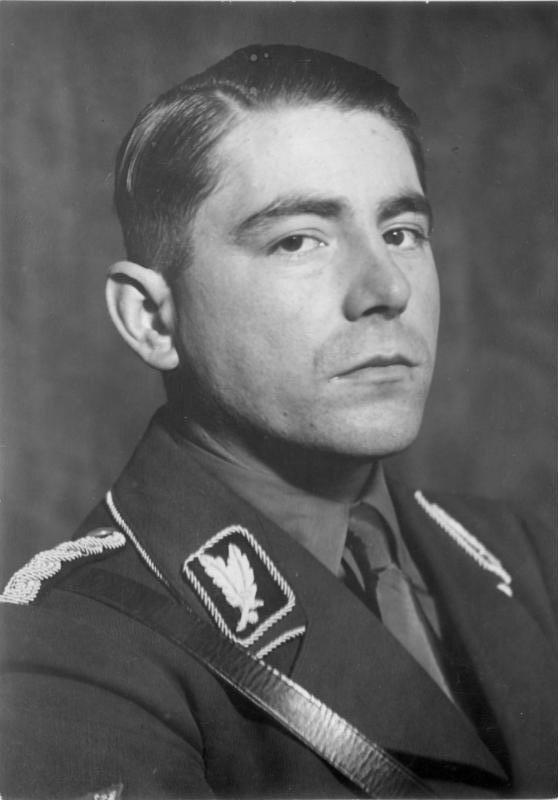
Richard Fiedler (1935)

A fiatalok a Wessel általi keresetből éltek meg, amit Erna alkalmi varrónői munkáiból egészítettek ki. Wessel eljegyezte barátnőjét és azt tervezték, hogy hamarosan összeházasodnak. Wessel anyja és húga rossz szemmel nézték a kapcsolatot, főként miután kiderült számukra a lány múltja, de a pártban sem örültek annak, hogy Wessel politikai aktivitása is csökkent a nővel töltött idő miatt. Goebbels Wessel egyik barátját, Richard Fiedlert küldte el hozzá azzal a finoman tudomására adandó kéréssel, hogy vessen véget a szerencsétlen kapcsolatnak. Fiedler szerint Wessel azzal válaszolt, hogy Erna a „nép igaz proletár leánya” és a korábbi életének becsmérlése pusztán kispolgári előítélet.
Az év végén Wesselt nagy csapás érte. Werner öccse karácsonykor egy az SA szervezte síelésre ment a Harz-hegységbe és egy hóviharban nyoma veszett. Horst a fivére holttestének felkutatására indult és mély depresszióba esett. A szintén SA-tag Werner sírjánál Goebbels mondott beszédet.

### Horst Wessel halála

#### Előzmény
Pár hónappal a szoba kibérlését követően Salm visszatért a Rajna-vidékről, ami után vita alakult ki Wessel és közte. Egyes források ezt anyagi eredetűnek tudják be, míg mások szerint a két huszonéves nő konfliktusára volt visszavezethető.
Salm január 14-én elhunyt férjének a barátaihoz fordult, akik a Vörös Frontharcos Szövetség helyi egységének, a 2. Bereitschaft (kommunista rohamosztag) törzshelyén, a friedrichshaini Der Bär nevű kocsmában időztek. A kommunisták rövid szóváltásba kerültek Salm asszonnyal amiatt, hogy a férjét egyházi temetéssel búcsúztatta ahelyett, hogy a KPD-nek engedélyezte volna a Vörös Frontharcos Szövetség tagjai számára szokásos rituálét. A kocsmában Salm előadta Erwin Rückertnek, a 2. Bereitschaft 26 éves vezetőjének a problémáját, aki azt is megtudta, hogy Wessel egyedül van a barátnőjével a lakásban. A kommunisták állítólag abban egyeztek meg, hogy „proletár verésben” (proletarische Abreibung) részesítik és erővel kényszerítik a nő lakásának elhagyására. Erről Max Jambrowski biztosította is Elisabeth Salmot. Rückert azonnal erősítésért küldött a szomszédos 3. Bereitschaft törzshelyéül szolgáló kocsmába, ahol a helyettese, a lőfegyverrel is rendelkező 32 éves Albrecht Höhler tartózkodott.
Az alvilági körökben „Ali” néven ismert Höhler egy tetoválásokkal gazdagon tarkított kisstílű bűnöző, kerítő (köznyelven „strici”) volt, tanult szakmáját tekintve asztalos, aki nem sokkal előtte szabadult a börtönből és munkanélküli volt. Höhler hosszú bűnlajstrommal bírt, szám szerint tizenhatszor (16) ítélték már el kerítésért, hamis tanúzásért és különböző erőszakos cselekedetekért. 1924 óta a Kommunista Párt aktív tagja volt, emellett tagja volt a Vörös Frontharcos Szövetségnek is, pénztárosa és helyettes vezetője volt a 3. Bereitschaft nevű alakulatnak. A jó tucatnyi kommunista ezután a szintén már többszörösen elítélt Rückert vezetésével vonult ki a Große Frankfurter Straße 62 alá.

#### A merénylet

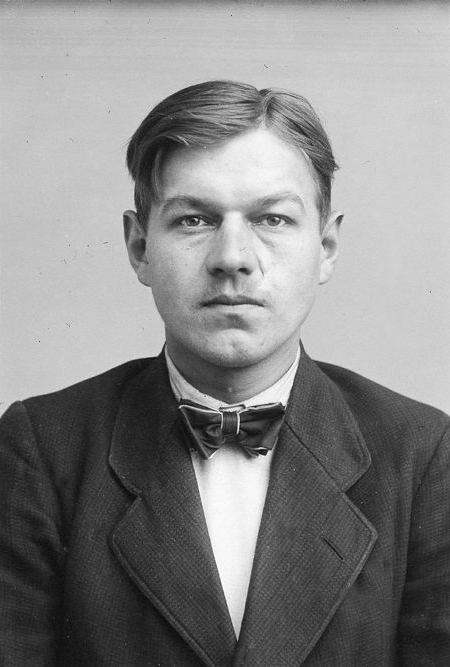
Albrecht Höhler rendőrségi fotója

Wessel január 14-én este Erna és annak egy barátnője, Klara Rehfeld társaságában egy másik SA-Sturm vezetőjét várta látogatóba a bérelt helyiségben. A címre legalább 15 kommunista érkezett, akik többsége végig az utcán várakozott. Salomon Epstein és Hans Zieger személyében két őrt állítottak a bejárathoz, majd Rückert, Höhler, Max Jambrowski és Joseph Kandulski a lépcsősoron felment Wessel szobájához és bekopogtattak. Wessel maga nyitott ajtót és ekkor Höhler pisztolyával közvetlen közelről, azonnal leadott rá egy lövést, miközben ezt kiáltotta: „Ezt tudod miért kapod!” A golyó kiütötte Wessel elülső felső fogait és kiszakította a nyelve háromnegyedét, majd mélyen a szájpadlásába fúródva állt meg, túl közel az agyához ahhoz, hogy ki lehessen venni. Jaenichen megpróbált segíteni rajta, míg az orvosi segítség fél óra múlva megérkezett. A kommunisták átkutatták a szobát, a szekrényből elvittek egy pisztolyt és egy gumibotot, majd elmenekültek a helyszínről és az utcán csatlakoztak a többi kommunistához. Ezután az egész csoport visszatért az éjszakai elfoglaltságához.

### A merénylet után
22:15-kor, 15 perccel a támadás után érkezett hívás az egyik női szemtanú részéről az NSDAP Gau-központjába. Az innen kihívott mentőautó 22:30-kor – kb. fél órával a lövés leadása után – érkezett meg a helyszínre és Wesselt a friedrichshaini St. Joseph városi kórházba szállította, ahol egy 22:50-től 00:45-ig tartó műtéttel ekkor még sikerült megmenteni az életét.
Goebbels napi rendszerességgel jelentetett meg drámai beszámolókat a beteg állapotának javulásáról-rosszabbodásáról. Interjút készített Wessel anyjával, melyben legidősebb gyermekét a tökéletes fiúgyermekként írta le. A Der Angriff napilapban a gyilkosokat „untermenscheknek” és „gyilkosságra kiéhezett, degenerált kommunista banditáknak” nevezték. Ezzel szemben a haldoklót messianisztikus képben ábrázolták. Anyja, Ingeborg húga, és barátja, Richard Fiedler virrasztottak a kórházban a súlyos sebesült mellett mindvégig.
Wessel állapota az orvosi ellátás hatására valamelyest javult, de 40 nappal a merénylet után, február 23-án a kórházban összeszedett vérmérgezés következtében elhunyt. 

### A kommunista propaganda
A rendőrség három nappal a merénylet után, 1930. január 17-én bejelentette, hogy az Erna Jaenichen által a fegyveresként azonosított Albrecht Höhler a fő gyanúsított az ügyben. Höhler személye kellemetlenül érintette a kommunista pártot, mivel igyekeztek magukról azt a képet mutatni, hogy becsületes emberek alkotják. A kommunista párt ezért tagadta a Wessel meggyilkolásában való bárminemű részvételt és azt kommunikálta, hogy a bérlő Elisabeth Salm és a Wessellel a lakásban együtt élő, korábban prostituáltként tevékenykedő Erna Jaenichen között alakult ki személyes vita. Később azt a híresztelést terjesztették, hogy Wessel lányok futtatásával tevékenykedő bűnbandák frontvonala közé került és így érte a gyilkos találat. A lövöldözés éjszakáján Max Jambrowski, aki Salm asszonynak beígérte a „proletár verést” Wessel számára, a kommunista párt propagandafőnökének, Heinz Neumann-nak az utasítására a „Der Bär” kocsmában figyelmeztetett mindenkit, hogy aki elmondja mi történt valójában, az osztozni fog Wessel sorsában. Salm asszonyt külön behívták a KPD központjába, a Karl Liebknecht-házba és meghagyták neki, hogy ennek megfelelően számoljon be a történtekről: a Wessel elleni gyilkossági kísérlet bűnözők közötti civakodás volt, semmi más.
Míg a kommunista párt hivatalosan tagadta, hogy bármi köze lenne az eseményekhez addig a két fő elkövetőt (Rückertet és Höhlert) különböző rejtekhelyeken, tehetős támogatóknál bújtatta, majd hamis papírokhoz juttatta és segített nekik elhagyni Németországot. A KPD-közeli Németország Vörös Segélye (Rote Hilfe Deutschlands) jogvédő szervezet gondoskodott a vádlottak védelméről a per során, azonban a párt maga elhatárolódott tőlük. A bűncselekmények hosszú soráért már elítélt Höhlert Prágába érkezve azonban magára hagyták és még a támogatására ígért pénzt sem kapta meg. Az éhező Höhler emiatt anyagi forrásai kimerültével visszatért Berlinbe, ahol a törzshelyeit kezdte el látogatni, így a rendőrség hamar elkapta (1930. február 3.).

### A gyilkossági per
A Horst Wessel elleni gyilkosság pere 1930 szeptemberében egy hétig tartott. A berlini államügyészség összesen 17 ember ellen emelt vádat csoportosan elkövetett „gyilkosság és abban való segédkezés, kényszerítés és rablás” bűntette miatt. Albrecht Höhler a vizsgálati fogsága alatt beismerte, hogy ő adta le a lövést Wesselre. Azoknak is felelniük kellett a bíróság előtt, akik Höhlert és Rückertet bújtatták és segítették külföldre menekülésüket.

#### A védelem

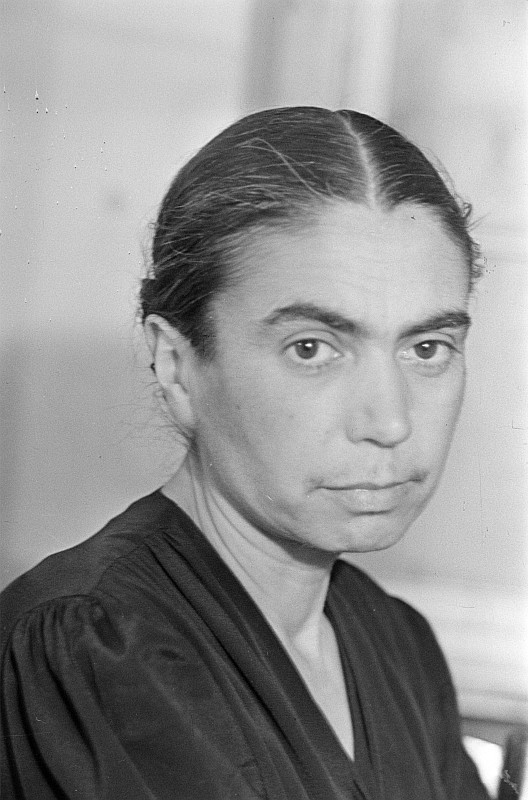
Hilde Benjamin valamikor az NDK-s időkben

A Rote Hilfe közreműködésének köszönhetően a kommunista párthoz hű ügyvédek, James Broh, Dr. Fuchs, Dr. Fritz Löwenthal valamint Hilde Benjamin látták el a feladatot. A Salm asszony védelmével megbízott ügyvédnő az NDK későbbi államügyészeként a kirakatperek során kirótt halálos ítéletei után „Bluthildeként” híresült el. A per során azzal keltett feltűnést, hogy nem a vádlottak védelmét igyekezett ellátni, hanem a köztük és a KPD közti kapcsolatot akarta elkendőzni. Egyedül Albrecht Höhler nem kapott kommunista vagy kommunistákhoz köthető védőt. Őt a weimari köztársaság sztárügyvédje, a liberális Alfred Apfel védte, de szintén a Rote Hilfe költségén.
Az ügy főtárgyalására 1930. szeptember 22-26. között került sor az enyhe ítéleteiről ismert Dr. Tolk tartományi bírósági igazgató elnökletével. Dr. Fischer államügyész képviselte a vádat. Az esemény nagy országos médiafigyelmet kapott és nagy tömeg szeretett volna bejutni a tárgyalóterembe is. Az eljárásra pár nappal a szeptember 14-ei parlamenti választások után került sor, amin az NSDAP az 1928-as 2,6%-ról 18,3%-ra tudta növelni támogatottságát. Az NSDAP igyekezett a gyilkosságot a kommunisták által folytatott alattomos hadviselés bizonyítékaként felmutatni és ezzel a saját harcát morálisan felértékelni. A kommunista párt és lapjai azzal kritizálták az eljárást, hogy a kormányzat szándékának megfelelően igyekszik a pártot és a követeléseit hiteltelenné tenni és emiatt „Klassenjustiz” (osztály alapú igazságszolgáltatás) névvel illették a bíróságot. A nemzetiszocialisták ezzel szemben „megbéklyózottnak” illetve „rassz alapúnak” titulálták az eljárást („gefesselte Justiz”, „Rassenjustiz”), melynek nincs meg az akarata a követőik megvédéséhez.

#### A vád
Az államügyészség először gyilkossági ügyben (Mord) nyomozott, ám ezt később hirtelen felindulásból elkövetett emberölésre (Totschlag) változtatta. A bíróság azt állapította meg, hogy miután az illegális szervezet tagjai Salmtól megtudták Horst Wessel pontos címét, megállapodtak abban, hogy „proletár verésben” részesítik, azaz nem gyilkosság elkövetésének szándékával keresték fel otthonában. Wessel lakásához érve azonban Höhler „pánikba esett” és rálőtt Wesselre. A Teichmann főfelügyelő vezette rendőrség és a bíróság azt állapította meg, hogy politikai és személyes okok is vezettek Wessel meggyilkolásához. Az államügyészség számára egyértelmű volt, hogy a támadás politikai megfontolásból történt, de ennek nem volt célja a gyilkosság. A vád 10 év és 3 hónap börtönbüntetést kért Höhlerre és több mint 8 évet Rückertre. A többi érintettre a bűnrészességük mértékétől függően 2 hónaptól maximum 7 év egy hónapig terjedő börtönbüntetést kért. Az államügyész bejelentése a tárgyalóteremben nagy felzúdulást okozott, mivel a nemzetiszocialisták ettől jóval súlyosabb büntetéseket vártak volna.
A védelem – a kommunista párt által képviseltekkel egyhangban – igyekezett a bűntényt a berlini prostitúcióban érdekelt bűnözők közti leszámolásnak beállítani. A teória szerint Erna Jaenichen prostituált volt, akinek korábban Höhler volt a kitartója és aki féltékenységből, illetve sérült üzleti érdekei miatt adta le a lövést, de semmiképpen sem politikai merényletet követett el. Ennek a tárgyalások előtt már hónapokkal kialakított álláspont mentén igyekezett védekezni a KPD. A kommunista újságok azt az utasítást kapták, hogy a nemzetiszocialisták által a kommunista párttagok ellen végrehajtott (vélt vagy valós) támadásokról felnagyítva tudósítsanak.
A kommunisták cserbenhagyása miatt elkeseredett Höhler azonban nem követte a párt direktíváit és tagadta, hogy azért ölte meg Wesselt, mert Jaenichen kitartója lett volna és féltékenysége bőszítette volna fel a cselekedetre. A gyilkossági perben a védelem később azt próbálta bizonygatni, hogy Wessel megpróbált pisztolyt rántani és így a lövés önvédelem volt, azonban ezt a szemtanúk tagadták, állításuk szerint Wesselnek nem volt ideje reagálni. A kommunisták állítása szerint ugyanezen a napon lőttek rá SA-tagok a 17 éves ifjúkommunista Camillo Roß-ra. Mivel Wessel az SA egyik vezetőjeként a helyi NSDAP egyik ismert helyi személyisége volt, ez a körülmény – a kommunista narratíva szerint – felvetette a megtorlás szerepét az ellene elkövetett merényletben.
A Vossische Zeitung gyilkossági perről közvetítő újságírója, Moritz Goldstein szerint a vádlottak arról számoltak be, hogy Wessel vagy a később a helyszínre érkező SA-beli bajtársa, Richard Fiedler megtiltotta az elsősegélynyújtást egy – Jaenichen hívására – a „helyszínre siető” Max Selo nevű zsidó orvosnak. Emiatt egy órába telt, mire egy másik orvos érkezett és Wesselt a kórházba lehetett szállítani. Ezt az állítást Erna Jaenichen határazottan tagadta. Daniel Siemens történész a vádlottak ezen állítását „nem túl valószínűnek” tartja.
Egy sem az NSDAP-hez, sem a KPD-hez nem köthető újság azt közölte, hogy Jaenichen ismerte Höhlert korábbról, mivel Wessel a korábbi kommunista kliensei utáni kémkedésre használta őt. A kommunisták ellenben azt állították, hogy Höhler volt Jaenichen futtatója, míg Wessel meg nem szerezte tőle és emiatt került sor a gyilkosságra. Jaenichen tagadta ezeket a történeteket azt állítva, hogy soha nem kémkedett Wesselnek és Höhler csak „egy ismerőse volt az utcáról”.

#### Ítéletek
A per 1930. szeptember 26-án ért véget a két fő vádlott, Höhler és Rückert elítélésével. A Sturmabteilung Mitte (amihez az érintett Bereitschaftok tartoztak) több tagja is börtönbüntetést kapott. Höhlert és Rückertet 6 év 1 hónap börtönbüntetéssel (Zuchthaus) valamint 5 év becsületvesztéssel (Ehrverlust) sújtották emberölésért. Kandulski 5 év 1 hónap börtönt kapott 5 év becsületvesztéssel. Max Jambrowski 2 év börtönbüntetést (Gefängnis), a két másik Jambrowski-testvér, Walter és Willy valamint Elisabeth Salm 1 év 6 hónap börtönt (Gefängnis), míg Max Junock és Klaus Cohn 1-1 év börtönt (Gefängnis) kaptak. A párt és a szervezett bűnözés közt kapcsolatot tartó Kupferstein és az elkövetőket bújtató személyek felfüggesztett börtönbüntetést kaptak.
A viszonylag enyhe büntetés oka az volt, hogy a bíróság enyhítő körülményeket talált. Az enyhe ítélet felháborította a nemzetiszocialistákat, mivel meg voltak győződve arról, hogy Wesselt előre megtervezetten ölték meg (geplanter Mord), de a cselekedetet a bíróság enyhébben bírálta el (Totschlag).
Az ítélet végső soron egy kompromisszumos megoldás volt, ami a gyilkosság politikai háttere felől nem hagyott ugyan kétséget, viszont a megbízók kiléte felőli kérdéseket nem tisztázta. A nemzetiszocialisták nem érezték úgy, hogy teljes sikert arattak volna, mivel a bíróság Wessel életének kioltását végül nem gyilkosságnak könyvelte el. Az ítélethirdetés után azonnal bejelentették, hogy Höhlert súlyosabb büntetésben részesítik hatalomra kerülésük esetén.
Míg a 30-as és 40-es évek Németországában az esetet politikai megrendelésre elkövetett gyilkosságként kezelték, addig az azt követő évtizedek történetírása a kommunista és antifasiszta narratívát követve kerítők közötti összetűzésként tálalta. A 2008-ban fellelt nyomozati és periratok lehetővé tették az eset pontosabb tanulmányozását, bár a bűntettel és annak politikai hátterével kapcsolatban továbbra is számos megválaszolatlan kérdés maradt.

### A tettesek és tettestársak további sorsa
Az NSDAP három évvel későbbi hatalomra kerülésének idejére (1933) az elítéltek nagy része már kiszabadult. A még fogságban lévő Höhlert Rudolf Diels Gestapo-parancsnok egy másik börtönbe való átszállítás ürügyével kihozatta a börtönből. Az SA több magas rangú tagja út közben megállította rabszállítót és Höhlert meggyilkolták. A kivégzése nyilvánvalóan „becsületbeli gyilkosság” (Ehrenmord) volt.
1933 augusztusában őrizetbe vettek és 1934 májusában vádat emeltek három további személy (Salomon Epstein festő, Peter Stoll szabó, Hans Ziegler borbély) ellen, akik 1930-ban nem ültek a vádlottak padján és akik bűnrészessége mindmáig vitatott. A per, melyben a Wessel elleni támadást – szemben a korábbi ítélettel – gyilkosságnak titulálták, a kirakatperek minden jellegzetességével bírt. A végén Epsteint és Zieglert halálra ítélték, Stollt pedig 7 év és 6 hónap börtönnel sújtották. 1935. április 10-én a nemzetközi tiltakozások ellenére a halálos ítéleteket végrehajtották a berlin-plötzensee-i börtönben. 2009-ben mind a három vádlott elleni ítéletet utólagosan semmissé tette a berlini ügyészi hivatal.
Erwin Rückert és Joseph Kandulski a mauthauseni koncentrációs táborban halt meg tíz évnyi fogság után. Max Jambrowski hasonló sorsra jutott Buchenwaldban. Az újra börtönbe kerülő Elisabeth Salm tífuszban halt meg Bergen-Belsenben a háború utolsó hónapjaiban. Az eseményeknél jelen lévő kommunista munkásnőt, Else Cohnt 1933. május 7-én holtan találták Crossen mellett. Egyes feltételezések szerint a Horst Wessel-gyilkosságban játszott szerepe miatt gyilkolhatták meg.

### Temetése

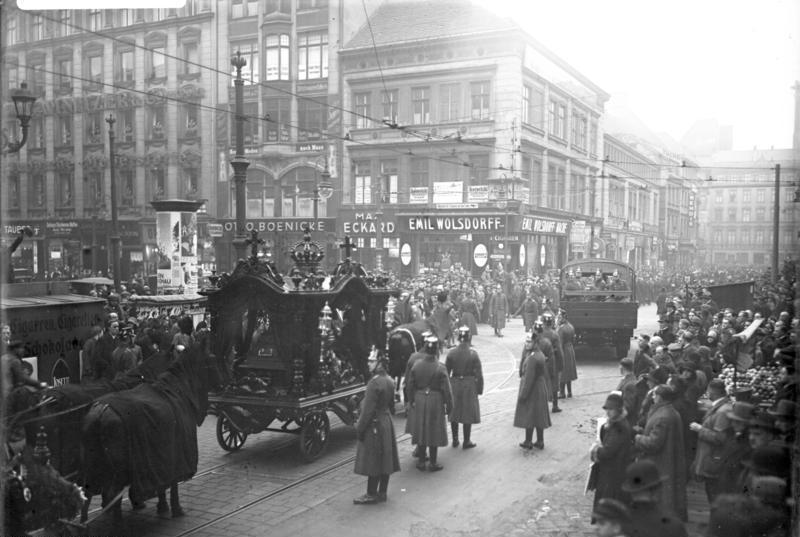
A temetési menet a Judenstraßén haladva

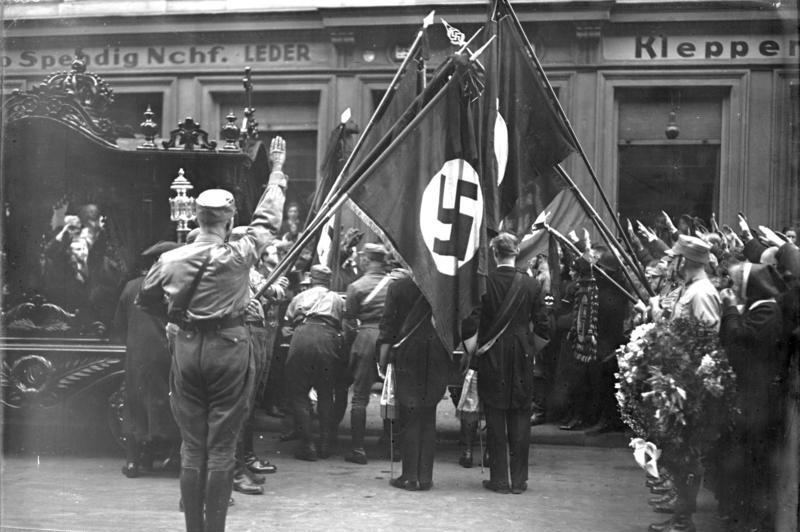
SA-tagok tisztelgése a Wessel-család Judenstraßén lévő otthona előtt a gyászmenet során

Goebbels a Wessel ellen elkövetett gyilkosságban felismerte a propaganda lehetőségeit. A Der Angriff lapjain leplezetlenül keresztény hangot megütve méltatta az elhunytat:
„Egy keresztény szocialista! Egy férfi, aki tettei révén szólít meg: 'Gyere hozzám, megváltalak téged!' … Egy isteni szikra működik benne, olyan férfivá téve őt, amilyen, és ilyen módon való cselekedetre ösztönözve őt, semmi másra. Egy embernek példát kell mutatnia és fel kell áldoznia magát! Igen, akkor én készen állok!”
Horstot apja és öccse sírjába temették el a Berlin Prenzlauer Berg kerületében lévő St. Nikolai-temetőben. Goebbels a temetést tömegdemonstrációval tervezte egybekötni, melyen beszédeket tartottak volna és az SA egyenruhásai vonultak volna fel, de ehhez nem sikerült megszereznie a szükséges engedélyeket a rendőrségtől, még úgy sem, hogy Wessel húga is kérelmezte ezt Paul von Hindenburg birodalmi elnöktől. A porosz rendőrség megtiltotta a nyilvános összejöveteleket és a horogkeresztes jelképek használatát is a temetési menetben, a párt néhány járművét leszámítva.
Wessel temetésére 1930. március 1-én került sor. Koporsóját a több órás menet során Berlin központjának nagy részén végigvitték. Mikor a Bülowplatz-hoz értek, kommunista provokátorok egy csoportja az Internacionálét kezdte énekelni, hogy ezzel zavarja meg az eseményt. A rendőrség nem tudta megakadályozni a sértegető kiáltások elhangzását és időnként a kődobálást. Nagyobb összetűzésekre nem került sor, bár valaki a temető falára fehér festékkel felmázolta a gyászmenetet megzavarni igyekvő kommunisták által is skandált gyalázó mondatot: „Wesselnek, a stricinek, egy utolsó Heil Hitler!”
Horst Wesselt apja és öccse sírjában helyezték el Berlin Prentzlauer Berg nevű kerületében lévő St. Nikolai-temetőben, a templomnál, ahol apja szolgált. A nemzetiszocialisták későbbi állításaival szemben nem érte rohamszerű támadás a temetési menetet, melyet Goebbels becslése szerint 30 000 ember kísért figyelemmel. A temetést filmre vették és nagy propaganda-eseménnyé tették, Wessel személyét Goebbels propagandagépezete a nemzetiszocialista mozgalom mártírjává emelte. Goebbels leghatásosabb beszédeit sírok mellett mondta el, de Wessel szokatlanul nagy figyelmet kapott, szemben a sok feledésbe merült rohamosztagossal. A Völkischer Beobachter egyik vezércikkében Alfred Rosenberg arról írt, hogy Wessel nem halt meg, hanem egy olyan harccsoporthoz csatlakozott, mely még mindig velük együtt küzd. Ezt követően a nemzetiszocialisták körében egy harcban elesett férfiról úgy emlékeztek meg, hogy ő is „csatlakozott Horst Wessel harccsoportjához”, vagy „behívták Horst Wessel lobogója alá”.
A temetésen a gyászbeszédet mondó Goebbels mellett jelen volt Franz Pfeffer von Salomon, Hermann Göring és Ágost Vilmos herceg is. Az esemény előtt Goebbels és Göring megvitatták annak lehetőségét, hogy Hitler is részt vegyen a temetésen. Goebbels naplójában a temetés napjára vonatkozóan a következő bejegyzés olvasható: „Hitler nem jön. Kifejtettem neki a szituációt telefonon és ő tényleg nemet mondott.” Goebbels Rudolf Heßt vádolta azzal, hogy megakadályozta Hitler részvételét, de valójában Hitler Göring tanácsára, miszerint túl nagy volt a kockázata annak, hogy „Vörös Berlin” szívében támadás éri, döntött a távolmaradás mellett.

## Mártíromsága

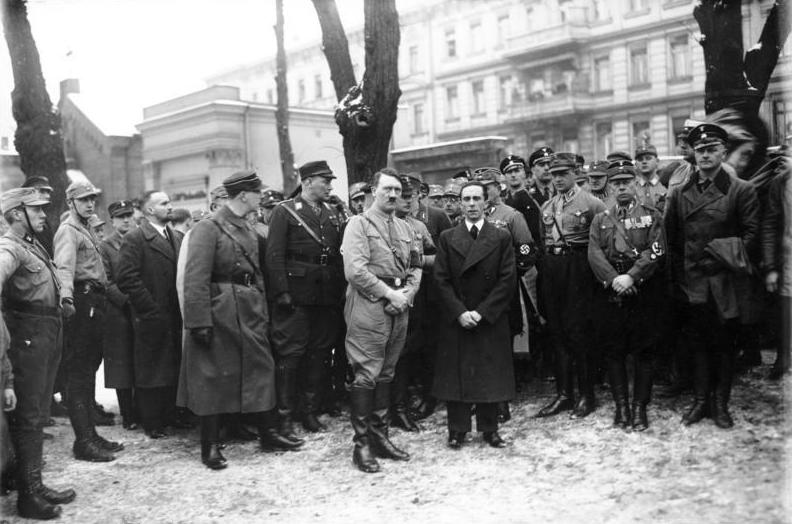
Hitler és Goebbels Wessel sírjánál
(1933. január 22.)

A nemzetiszocialista mozgalom számos mártírral bírt, de ezek egyike sem kapott akkora figyelmet, mint Wessel. Az első mártírként kezelt személy Albert Leo Schlageter volt, aki az első világháborúban vadászpilótaként szolgált, a háború után a Freikorps tagja lett, és a francia megszállók végezték ki, miután elfogták mikor a Ruhr-vidéken megpróbált felrobbantani egy vonatszerelvényt. Ezzel a célja az lett volna, hogy Németország ne tudja teljesíteni a rá kirótt jóvátételi kötelezettségeket. A sírja később zarándokhely lett a nemzetiszocialisták számára. Emlékművet emeltek a sörpuccs során életét vesztő 16 párttag emlékére, ami előtt elhaladva az embereknek tisztelegniük kellett és ami mellett minden évben megemlékezést tartottak.
Habár Goebbels nem tudta rávenni Hitlert a Wessel temetésén való részvételre, három évvel később, 1933. január 22-én beszédet mondott a sír felett elhelyezett emlékmű avatásán. Hitler ebben „vértanúnak” nevezte Wesselt, akinek a dala „milliók harci himnuszává” lett. Wessel életének feláldozásáról azt mondta, hogy egy olyan „emlékmű, ami tartósabb a kőnél és a bronznál”. Berlin és Brandenburg tartomány SA és SS egységeinek 16 000 tagja vonult el ezen a napon a kommunista párt Bülowplatz-on lévő központja előtt. A provokatívnak szánt esemény megszervezése Goebbelst büszkeséggel töltötte el és a kommunisták „szörnyű vereségének” és „az SA párt nevében aratott büszke és hősies győzelmének” nevezte. Úgy érezte, hogy a kommunisták „olyan mértékű presztízsveszteséget szenvedtek el, amit már nem lehet jóvá tenni” és csak a mellékutcákban való mérgelődés maradt meg számukra. Amint a „hatalmas menet – Hitler, Goebbels, Ernst Röhm és a párt más csúcsvezetőivel az élen – … a St. Nikolai temetőhöz vonult – … Hitler Wessel haláláról úgy beszélt, mint egy szimbolikus áldozatról”.
Aznap éjjel Hitler megemlékező beszédet tartott a Sportpalotában, amin elhangzott Richard Wagner Gyászindulója (Az istenek alkonya operából), a helyszínt pedig úgy rendezték be, hogy oltárt képeztek „babérból, ágakból, gyertyatartókból Wessel életnagyságúnál is nagyobb portréjánál”. Hitler túláradóan méltatta „azokat a fanatikusokat, akiket felemésztett koruk nagy célja, akik a célért élnek és akik meghalnak érte – … [ők] később nem csak mártírjaivá lesznek a küzdelmüknek, de magvak is, melyekből a következő aratás [fakad]”.
Három hónappal később, 1933. március 21-én Goebbels által megszervezett, jól kidolgozott ünnepséget tartottak „Potsdam napján”, az új Reichstag összeülésekor. A nap katolikus és lutheránus istentiszteletekkel kezdődött, de Hitler és Goebbels ezeken nem volt jelen, ehelyett koszorúkat helyeztek el a „forradalom mártírjainak” sírjainál, köztük Wessel nyughelyénél.
Wessel halála és a Horst-Wessel-Lied elterjedése beleillett a nemzetiszocialista mártír-kultuszba, ami az 1923-as sörpuccs 16 áldozatával vette kezdetét és Goebbels éveken át felhasználta Wessel mártírságát a propagandában. Az 1934-es nürnbergi pártnapon a Hitlerjugend egyik csoportja egy keresztényellenes dalt énekelt, melyben ezek hangzottak el: „Nincs szükségünk keresztény igazságra … Mi nem Krisztust, hanem Horst Wesselt követjük”. Wesselt gyakran felhozták a nemzetiszocialista ideológia fő tanainak alátámasztására. A Völkischer Beobachter egyik háború alatti cikkében például Wesselt „a Barna Forradalom hősének” nevezte és az „áldozati halálára” úgy hivatkozott, mint ami „szenvedélyesen feltüzelte követők millióit”. Az újság Wesselre továbbá úgy utalt, mint „a fegyveres erők szabadságért és a Nagynémet Birodalom hazájáért folytatott harca mögötti mozgató erőre”.

## Emlékezete

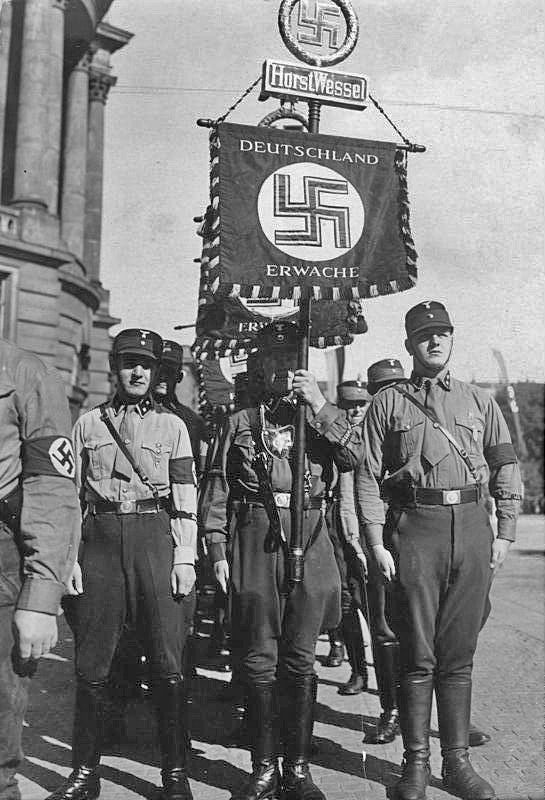
Horst Wessel után elnevezett SA-alakulat

### A "Horst-Wessel-Lied"
Wessel játszott egy trombitafajtán (németül: Schalmei, vagy Martinstrompete – pásztorsíp/mártontrombita), ami egy rézfúvós hangszer volt, és csoportosan játszva használták zenekarban (Schalmeienkapelle). A hangszert ma is használatos népi ünnepélyeken. Wessel alapított egy ilyen zenekart az SA tagjaiból (SA Schalmeienkapelle) és ezek zenéltek a szervezet eseményein. 1929 elején Wessel Kampflied (Harci dal) névvel írt egy dalt, amit Goebbels újságja, a Der Angriff közölt le az év szeptemberében Der Unbekannte SA-Mann ("Az ismeretlen rohamosztagos") címmel. A dal később a Die Fahne Hoch ("A zászlót fel"), majd halála után a "Horst-Wessel-Lied" ("Horst Wessel-dal") nevet kapta. A párt a hivatalos himnuszává tette és a hatalomra kerülése után a német himnusz, a Deutschlandlied első versszaka mellett második – nem hivatalos – nemzeti himnusszá vált. A dalt egyes protestáns templomokban is játszották, mivel a német protestáns egyház elfogadta és hirdette a Horst Wessel-kultuszt. Ennek oka az volt, hogy Goebbels a korábbi keresztény mártírok kultuszának mintájára építette fel.
Később a nemzetiszocialisták azt állították, hogy Wessel maga szerezte a dallamot is a dalhoz, de nyilvánvalóan a Császári Haditengerészet egyik – a Bismarckjugendben is énekelt – első világháborús dalából (Königsberg-Lied) vette át, ami valószínűleg eredetileg egy népdal volt. Egy német bíróság 1937-ben megállapította, hogy a dallam nem Horst Wesseltől származik.

### Posztumusz ismertsége

#### Hans Westmar

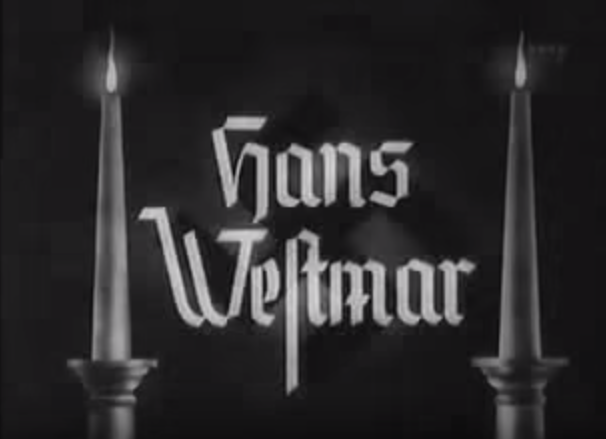
Képkocka a Hans Westmar – Einer von Vielen című filmből

A nemzetiszocialista hatalomátvétel után több filmben is idealizálták Horst Wessel életét. Az első ilyen film a Horst Wessel – Egy a sok közül volt. Goebbels nem szerette ezt a filmet, mivel túl nyersnek találta a propagandában való használhatósághoz és már a tervezett bemutatása napján megtiltotta a játszását. Putzi Hanfstaengl – Hitler egyik régi barátja – aki egyike volt a film támogatóinak és aki annak zenéjét is szerezte, személyesen ment el Hitlerhez és Goebbels-hez, hogy panaszt tegyen a tiltás miatt, amit visszavontak azután, hogy a párt vezetőinek nagy része támogatta őt. Goebbels azonban ragaszkodott ahhoz, hogy változtassanak a filmen, legfőképpen a főhős nevét Horst Wesselről módosítsák a fiktív Hans Westmar névre (Hans Westmar – Egy a sok közül). Az eredeti filmmel való problémák közé tartozott, hogy a rohamosztagosok brutalitását valósághűen ábrázolta, közte a kommunistákkal folytatott erőszakos összecsapásokkal, és ez nem illett bele a párt hatalomra kerülése után kezdetben mutatott jóval mérsékeltebb hangnembe. Wessellel ellentétben Westmar az osztályok közötti megbékélést hirdette és nem idegenedett el a családjától. Ez volt az egyik első olyan film, amiben a Hitlerért való halált a Németországért való dicsőséges halálként ábrázolták, mely szellemiség lelkesítőleg hatott a bajtársakra.

#### Horst Wessel utáni névadások

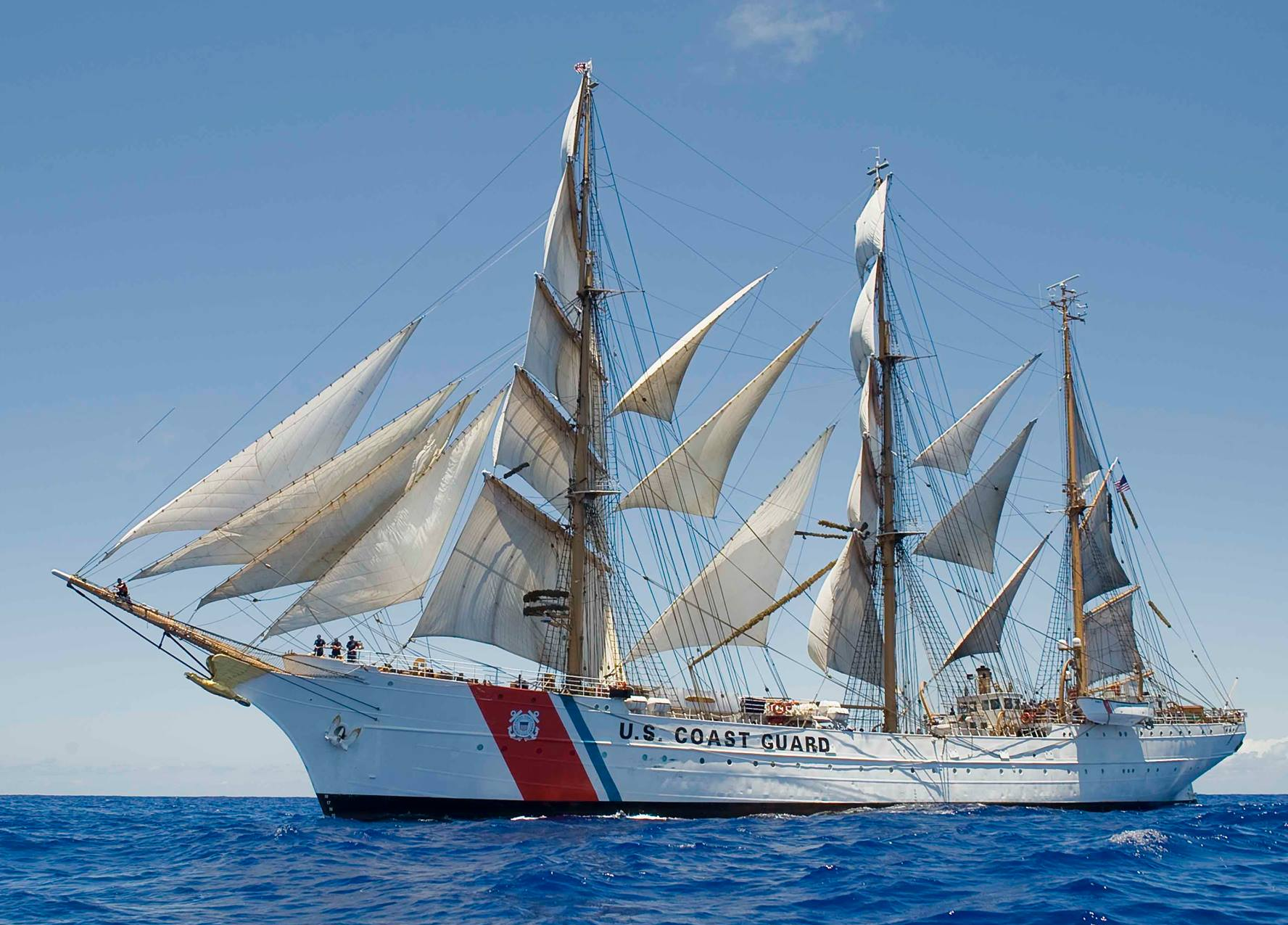
Az Eagle (ex-Horst Wessel)

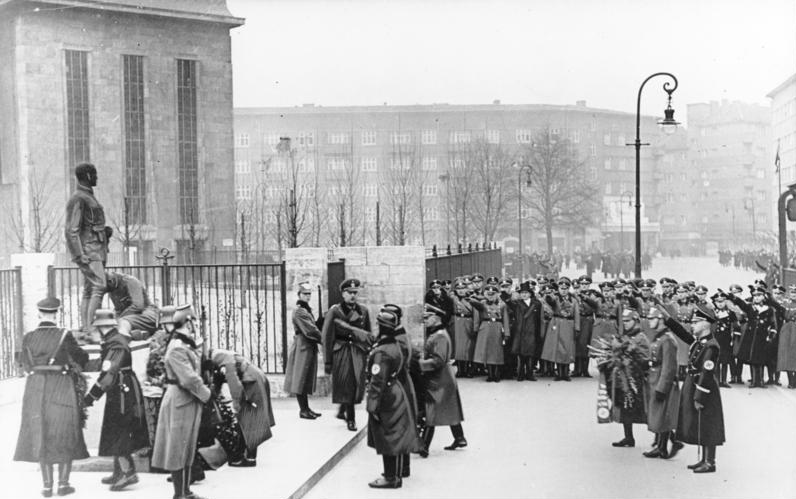
Reinhard Heydrich koszorút helyez el a Horst-Wessel-Platzon lévő Polizeidenkmalnál, jobb oldalon Himmler látható

Berlin Friedrichshain nevű körzetét, ahol Wessel elhunyt, átnevezték Horst Wessel-Stadtra, a Berlin-Mitte körzetben lévő Bülowplatz – ahol a kommunisták központja is volt – a Horst-Wessel-Platz nevet kapta 1933. május 26-án. A közeli metróállomást szintén őutána nevezték át. A háború után Friedrichshain visszakapta a korábbi nevét, a Horst-Wessel-Platz (ami Kelet-Berlin része lett) a Liebknechtplatz nevet kapta. 1947-ben a teret újra átnevezték, ezúttal a Luxemburg-Platz-ra Rosa Luxemburg után, majd 1969-től Rosa-Luxemburg-Platz lett a neve.
1936-ban a Kriegsmarine szolgálatba állított egy három árbócos kiképzőhajót Horst Wessel névvel. A második világháború után a hajót az Egyesült Államok kapta meg hadizsákmányként. Javítások és módosítások elvégzése után 1946. május 15-én állította szolgálatba az Egyesült Államok Parti Őrsége Eagle néven és mind a mai napig (2021) szolgálatban van.
1938-ban a schleswig-holsteini Eiderstedt közelében egy a tengertől gátak segítségével elnyert területet Horst Wessel-Koognak neveztek el a nemzetiszocialisták „vér és föld ideológiájának” keretében. Mai neve Norderheverkoog.

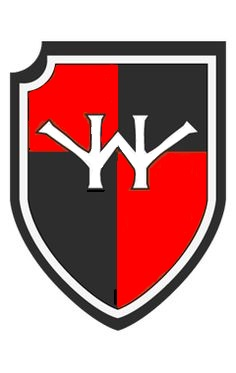
A ZG 26 emblémája Wessel monogramjával

A német fegyveres erők egységei közül több is viselte Horst Wessel nevét, köztük a – Magyarország területén is bevetett – 18. SS önkéntes páncélgránátos-hadosztály és a Luftwaffe 26. romboló-ezrede (Zerstörergeschwader 26) valamint az ennek utódjaként létrehozott 6. vadászrepülő-ezred (Jagdgeschwader 6). Az 1936-ban felállított 134. vadászrepülő-ezred valamint a 142. vadászrepülőezred is a Horst Wessel nevet viselte. 1938-ban a párt központi könyvkiadója, a müncheni Franz Eher Verlag kiadta a Jagdgeschwader Horst Wessel ("Horst Wessel vadászrepülő-ezred") című művet, amit Hans Peter Hermel Obersturmbannführer az alakulat Hitler előtt való bemutatásának évfordulójára írt.
Wessel 30. születésnapján, 1937. október 7-én tették le Bremen-Sebaldsbrückben a Horst-Wessel-Kirche evangélikus templom alapkövét, de Hitler határozatban megtiltotta, hogy a párt harcosai és hősei után egyházi épületeket nevezzenek el, így végül a templom nem vehette fel a tervezett nevet.
Drezdában egy újonnan épült szakiskolát („Horst-Wessel-Schule”) neveztek el róla. Az 1934. szeptember 17-ei átadás jelentős eseménynek számított a propaganda számára.
A dachaui koncentrációs táborban 1933-ban a fogvatartottaknak egy Horst Wessel emlékművet kellett állítaniuk és az előtte való elhaladáskor le kellett venniük a sapkájukat. Az emlékmű felavatására 1933. augusztus 4-én került sor. Az ünnepségen Ernst Röhm, Heinrich Himmler, Reinhard Heydrich, Herrmann Esser, Hans Frank és Robert Wagner vett részt a kíséretükkel és egy rendőrszázaddal egyetemben.
A számos emlékműve között a szülővárosában, a Teutoburgi erdő melletti Bielefeldben egy nagyobbat is emeltek. Goebbels a helyszín alapján nem csak mint keresztényszocialista hivatkozott Wesselre, hanem Arminius személyével összekötve az ősi germán harcosként is hivatkozott rá. A kezdeti erős Wessel-kultuszt Goebbels később igyekezett kordában tartani és ünnepnapként egyedül az októberi születésnapját tartotta meg.

#### A háború után

##### Sírjának sorsa
A Wessel család síremlékét 1945-ben a Németországi Szovjet Megszállási Adminisztráció (SMAD) parancsára lerombolták. A sírt még sokáig jelölte Wessel apjának sírkövének meghagyott egy darabja, de a családnevet eltávolítva csak a „Ludwig” keresztnév volt olvasható. Hasonló cselekedetek rendszeresen megtörténtek Kelet-Németország területén az ott eltemetett nemzetiszocialisták sírjaival. A sír előbb egyes egyének, majd legkésőbb 1997-től kezdődően szélsőjobboldali közösségek (pl. Freie Kammeradschaftok) emlékhelyévé vált. 2000-ben, Wessel halálának 70. évfordulóján szélsőjobboldaliak („neonácik”) demonstrációval egybekötött koszorúzást akartak tartani 500 fő részvételével, de a rendőrség ezt nem engedélyezte. 2002-ben egy magát „Autonóm Sírásók” („Autonome Totengräber”) névvel illető csoport állítása szerint kiásta Horst Wessel koponyáját és a Spree folyóba dobta. A rendőrség szerint azonban csak felületesen bolygatták meg a sírt és kétséges, hogy kiástak volna emberi maradványokat. 2003 szeptemberében ismeretlenek randalíroztak a sírnál és döntögettek fel sírköveket. Később, 2011-ben antifasiszta aktivisták egy csoportja a Keine Ruhe für Nazis! ("A nácik nem nyughatnak!") feliratot mázolta a sírkőre. 2013 augusztusában a síremlék maradványait eltávolították és Wessel apjának sírját is elplanírozták, mivel a protestáns egyház nem akarta, hogy a hely továbbra is neonáci gyűléseknek adjon helyet. 1989 óta két petíciót is benyújtottak annak érdekében, hogy állítsák helyre Wessel sírkövét a St. Nikolai temetőben, de mind a kettőt visszautasították.
Az újabb időkben néhány szélsőjobboldali csoport megpróbálta feléleszteni Wessel nevének szimbólumát. Például a Fiatal Nemzeti Demokraták, a Német Nemzeti Demokrata Párt (NPD) ifjúsági szárnya igyekszik a nevét és történetét – amit jórészt Goebbels talált ki – felhasználni a tagjai inspirálására.

##### NDK-s megfilmesítés
1984-ben az NDK-ban a kommunista propaganda hamis híresztelésein alapuló film készült Der Lude címmel a gyilkosságról, melyben Wesselt ennek megfelelően alvilági figuraként ábrázolják, aki emellett még a rendőrség kommunisták után kémkedő spiclijeként is szerepel. A filmet 1986-ban Magyarországon is bemutatták A selyemfiú címmel. A film alapjául szolgáló, hasonló című könyvet író Küchenmeister-házaspár a rendszerváltás után elhatárolódott Wessel kerítőként való ábrázolásától és ezt a ferdítést azzal magyarázták, hogy azt kellett írniuk, amit a párt elvárt tőlük. A kommunista propaganda hasonló torzításainak sikerességét jól mutatja, hogy Magyarországon a Hír TV Sajtóklub című politikai vitaműsorának 2021. július 5-ei adásában Horst Wesselről két, egyébként nem szélsőbaloldali felszólaló (Bencsik András és Bayer Zsolt) is kerítőként emlékezett meg és – hasonlóan a korabeli kommunistákhoz (illetve egyes független sajtótermékekhez) – párhuzamot vontak közte és egy Albrecht Höhler-kaliberű bűnöző között.

## Forrás
Horst Wessel kéziratos naplói
- Wessel, Horst. Politika. Krakkó: Jagelló Egyetem
- Wessel, Horst. Von Land und Leuten – Meine Fahrten und Reisen. Krakkó: Jagelló Egyetem

Nyomtatott források
- Wessel, Ingeborg. Mein Bruder Horst – Ein Vermächnis (1933) (Wessel nővérének visszaemlékezései számos részlettel bátyja naplójából)
- Jones, Nigel. „A Song for Hitler”, History Today, 23–29. oldal
- Daniel Siemens: Horst Wessel. Tod und Verklärung eines Nationalsozialisten. Siedler, München 2009, ISBN 978-3-88680-926-4. – Vgl. Rezension von Jörn Retterath in H-Soz-u-Kult, 2010. május 5.
- Manfred Gailus, Daniel Siemens (kiad.): „Hass und Begeisterung bilden Spalier“. Horst Wessels politische Autobiographie. bebra Verlag, Berlin 2011, ISBN 978-3-89809-092-6.
- Sabine Behrenbeck: Der Kult um die toten Helden. Nationalsozialistische Mythen, Riten und Symbole 1923 bis 1945. SH-Verlag, Vierow 1996, ISBN 3-89498-006-0. (durchges. Neuauflage. ebd., Köln 2011, ISBN 978-3-89498-257-7).
- Manfred Gailus: Vom Feldgeistlichen des Ersten Weltkriegs zum politischen Prediger des Bürgerkriegs. Kontinuitäten in der Berliner Pfarrerfamilie Wessel. In: Zeitschrift für Geschichtswissenschaft (1953)|Zeitschrift für Geschichtswissenschaft. 50, 2002, 773–803. o.
- Heinz Knobloch: Der arme Epstein: Wie der Tod zu Horst Wessel kam. Aufbau-Taschenbuch-Verlag, Berlin 1996, ISBN 3-7466-8021-2.
- Imre Lazar: Der Fall Horst Wessel. Belser, Stuttgart 1980, ISBN 3-7630-1194-3.
- Thomas Oertel: Horst Wessel – Untersuchung einer Legende. Böhlau, Köln 1988, ISBN 3-412-06487-4.
- Maica Vierkant: Märtyrer und Mythen. Horst Wessel und Rudolf Heß: Nationalsozialistische Symbolfiguren und neonazistische Mobilisierung. Tectum, Marburg 2008, ISBN 978-3-8288-9616-1.
- Baird, Jay. The Mythical World of Nazi War Propaganda, 1939–1945. Minneapolis, Minnesota: University of Minnesota (1975). ISBN 978-0816607419
- Baird, Jay. To Die for Germany: Heroes in the Nazi Pantheon. New York: John Wiley & Sons (1992). ISBN 978-0253207579
- Bonney, Richard. Confronting the Nazi War on Christianity: The Kulturkampf Newsletters, 1936–1939. Pieterlen , Switzerland: Peter Lang (2009). ISBN 978-3039119042
- Broszat, Martin. Hitler and the Collapse of Weimar Germany ford.: Berghahn, V. R.:. Providence, Rhode Island: Berg Publishers (1987). ISBN 0-85496-517-3
- Burleigh, Michael. The Third Reich: A New History. New York: Pan Macmillan (2012). ISBN 978-0330475501
- Cecil, Robert. The Myth of the Master Race: Alfred Rosenberg and Nazi Ideology. Mead Dodd (1972). ISBN 978-0396065777
- Erwin, Leiser. Nazi Cinema. MacMillan (1975). ISBN 978-0025702301
- Evans, Richard J.. The Coming of the Third Reich. New York: Penguin Press (2003). ISBN 0-14-303469-3
- Evans, Richard J.. The Third Reich in Power. New York: Penguin Books (2005. március 20.). ISBN 0-14-303790-0
- Friedrich, Thomas. Hitler's Berlin: Abused City. New Haven, Connecticut: Yale University Press (2012). ISBN 978-0-300-16670-5
- Koonz, Claudia. The Nazi Conscience. Belknap Press (2005). ISBN 978-0674018426
- Longerich, Peter. Goebbels: A Biography. New York: Random House (2015). ISBN 978-1400067510
- Mitcham, Samuel W., Jr.. Why Hitler?: The Genesis of the Nazi Reich. Westport, Connecticut: Praeger (1996). ISBN 0-275-95485-4
- Quinn, Gabriele. Hidden Beneath the Thorns: Growing Up Under Nazi Rule: a Memoir of Ingeborg E. Tismer. iUniverse (2009). ISBN 978-1440178696
- Goebbels, Winston, Krishna (trans.), New York: Harcourt, Brace (1993). ISBN 0-15-136076-6
- Schumann, Frederick L. (1936) Hitler and the Nazi Dictatorship: A Study in Social Pathology and the Politics of Fascism. London: Robert Hale & Co.
- Siemens, Daniel. The Making of a Nazi Hero: The Murder and Myth of Horst Wessel, Burnett, David (trans.), London: I. B.Tauris (2013). ISBN 978-0857733139
- Ullrich, Volker. Hitler: Ascent: 1889-1939 ford.: Jefferson Chase:. New York: Vintage (2017). ISBN 978-1-101-87205-5
- Welch, David. Propaganda and the German Cinema, 1933–1945. London: I. B. Tauris (2001). ISBN 978-1860645204

Regény
- Ewers, Hanns Heinz. Horst Wessel. Stuttgart: Cotta (1932)
- Wera & Claus Küchenmeister: Der Lude, 1987, Militärverlag der Deutschen Demokratischen Republik, Berlin 1987 (első kiadás: 1984)

Internetes források
- Horst-Wessel-Grab eingeebnet: Nazi-Kultort: Ende eines Schand-Mals (német nyelven). Berliner Kurier, 2013. augusztus 30. (Hozzáférés: 2015. június 7.)
- Mann, Erika: School for Barbarians. Stanford University (originally Modern Age Books), 1938. (Hozzáférés: 2015. május 27.)
- Walden, Geoff: Horst Wessel's Grave. Third Reich in Ruins. (Hozzáférés: 2015. május 27.)
- Horst Wessel (1907–1930). Jewish Virtual Library . (Hozzáférés: 2015. május 27.)
- Horst-Wessel-Platz (német nyelven). Luisenstadt . (Hozzáférés: 2015. május 27.)
- Keine Ruhe Für Nazis! In Berlin (német nyelven). Linksunten Indymedia . [2015. június 5-i dátummal az eredetiből archiválva]. (Hozzáférés: 2015. június 5.)
- The Launching of the Training Ship Horst Wessel. German Propaganda Archive . (Hozzáférés: 2015. május 27.)
- Wessel, Horst. World War II Graves . (Hozzáférés: 2015. május 27.)
- Horst Wessel auf Shoa.de.
- Daniel Siemens: NS-Mythos Horst Wessel. Der Sänger des Herrenvolkes. In: Süddeutsche Zeitung. 8. Oktober 2007.
- Das kurze Leben eines Überzeugungstäters. Interview mit Daniel Siemens Archiválva 2016. március 4-i dátummal a Wayback Machine-ben. In: Cicero.de, 18. August 2009.
- Speaking of Pictures. These Officially Glorify Nazi Hero. In: Life, évfolyam, Nr. 13, 1938. március 28., 6–8. o.
- Vom Pastorensohn zum SA-Schläger. In: Focus Online. 14. Januar 2010.
- Nazi-Märtyrer – Goebbels profitierte von Wessels Tod doppelt. In: Die Welt online.
- 'Politika – Horst Wessel kézírásos politikai önéletrajza, amit a lengyel Jagelló Könyvtár digitalizált.
- Horst Wessel: Bekenntnisse einen „christlichen Nazis“., Welt.de (a 2008-ban fellelt napló ismertetése)
- Horst Wessel – Und sonntags in die Kirche. In: Die Zeit online, 11. September 2011.
- Ernst-Michael Brandt: „Verklärt, verhaßt, vergessen“ – Horst Wessel – Demontage eines Mythos. MDR 1997
- So wurde Horst Wessel zum braunen Märtyrer
- Daniel Siemens: Höhler, Albrecht et al., in: Kurt Groenewold, Alexander Ignor, Arnd Koch (kiad.): Lexikon der Politischen Strafprozesse, Online, Stand Mai 2016